# Loko (Togo)
Pour les articles homonymes, voir Loko.
Loko est une petite ville du Togo.

## Géographie
Loko est situé à environ 41 km de Dapaong, dans la région des Savanes.

## Vie économique
- Marché traditionnel le mercredi

## Lieux publics
- Dispensaire